# Route nationale 16 (Cameroun)
Pour les articles homonymes, voir Route nationale 16.
La route nationale 16 est une route camerounaise reliant Loum à Mundemba en passant par Kumba. Sa longueur est de 153 km,.